# Kerkbrug (Leiden)
De Kerkbrug is een dubbele gietijzeren ophaalbrug in de binnenstad van de  Nederlandse stad Leiden. Deze brug bevindt zich tussen de Hooglandse Kerkgracht en de Hooglandse Kerksteeg. De Kerkbrug werd gemaakt door de Leidse ijzergieter D.A. Schretlen & Co. Een embleem van het bedrijf is nog zichtbaar in de opbouw.
De ophaalbrug over de Oude Rijn werd gebouwd in 1867. De eerste brug op de locatie werd rond 1350 gebouwd.
De brug is een van de weinige bruggen die nog handmatig worden geopend.
De brug staat sinds 1968 als rijksmonument ingeschreven in het monumentenregister.

## Foto's

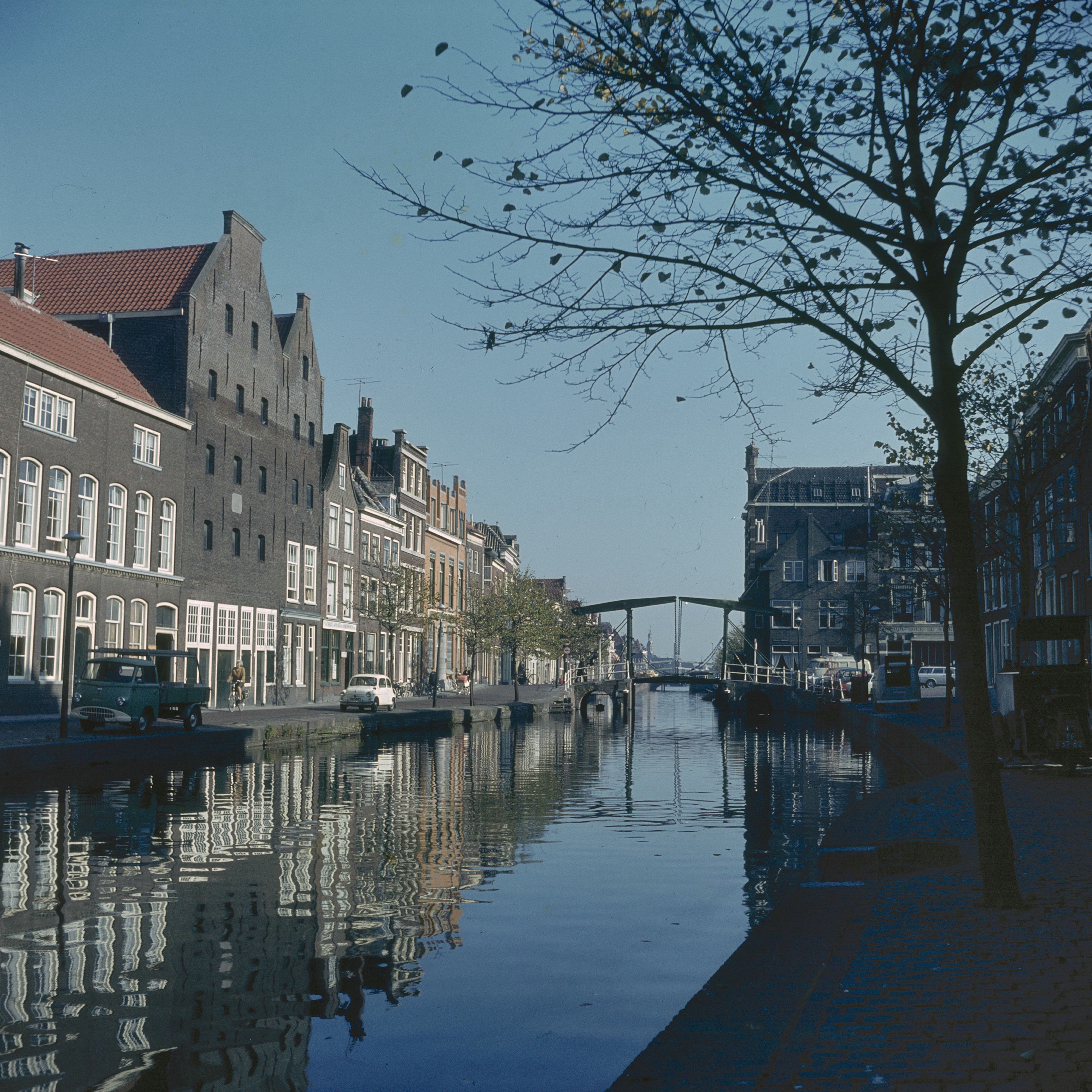
Overzicht, foto genomen ter hoogte van Van der Sterrepad
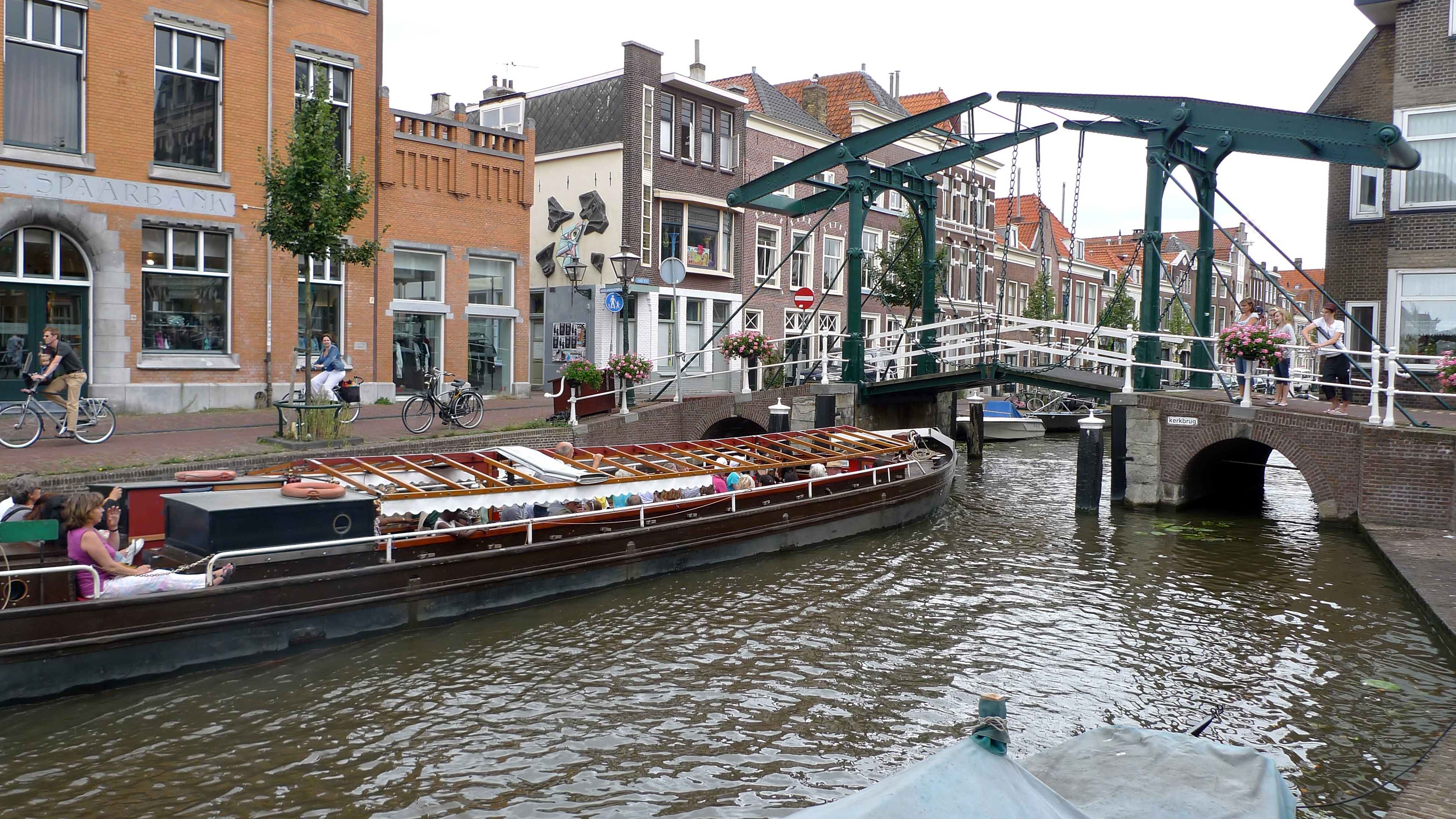
Rondvaartboot vaart onder de brug
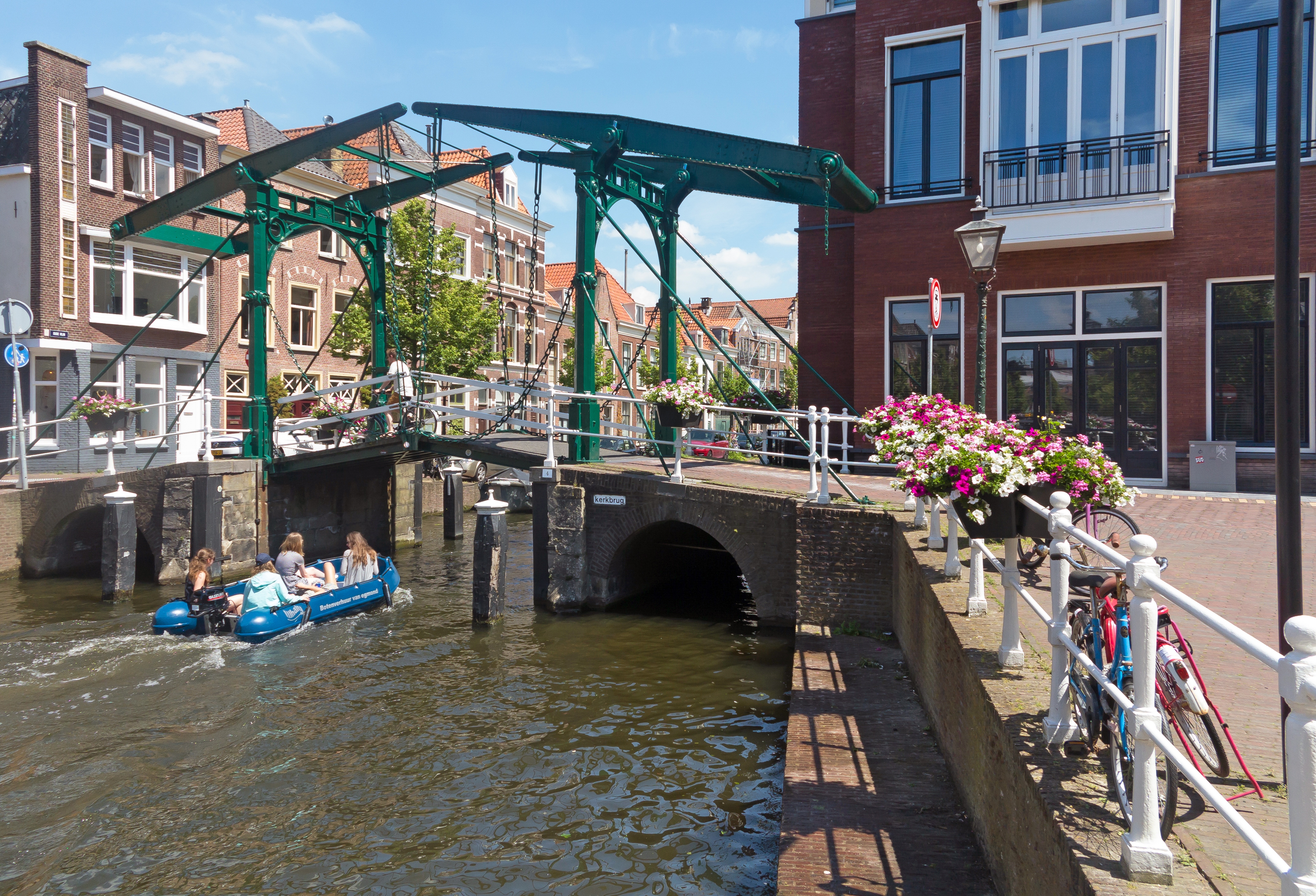
De Kerkbrug en de stoomdrukkerij

In de binnenstad:

Aeldisbrug ·
Alkemadebrug ·
Asschuurbrug ·
Blauwpoortsbrug ·
Blekersbrug ·
Bostelbrug ·
Catharinabrug ·
Derde Waardbrug ·
Doelenbrug ·
Doelengrachtsbrug ·
Doelenpoortsbrug ·
Dullebrug ·
Franciskanerbrug ·
Gansoordbrug ·
Gepekte Brug ·
Groenebrug ·
Groenhazenbrug ·
Grofsmederijbrug ·
Grote Havenbrug ·
Hapynionbrug ·
Helarbrug ·
Herenbrug ·
Herenpoortsbrug ·
Hogewoerdsbrug ·
Hoogeveensbrug ·
Huigbrug ·
Hulpwerfbrug ·
Jan van Houtbrug ·
Jan Vossenbrug ·
Karnemelksbrug ·
Katoenbrug ·
Kazernebrug ·
Kerkbrug ·
Kerkpleinbrug ·
Kippenbrug ·
Kleine Havenbrug ·
Kleine Paterbrug ·
Koepoortsbrug ·
Koornbrug ·
Koningsbrug ·
Kraaierbrug ·
Laatste Brug ·
Lijsbethbrug ·
Looiersbrug ·
Lourisbrug ·
Loviumbrug ·
Marebrug ·
Marepoortsbrug ·
Mecklenburgerbrug ·
Minnebroersbrug ·
Molensteegbrug ·
Morspoortbrug ·
Nassaubrug ·
Neksluisbrug ·
Nieuwsteegbrug ·
Nonnenbrug ·
Noordeindsbrug ·
Noord-Kijfbrug ·
Oranjebrug ·
Paterbrug ·
Pauwbrug ·
Poppebrug ·
Rembrandtbrug ·
Reuvensbrug ·
Rijnbrug ·
Rijnsburgerbrug ·
Scheluwbrug ·
Singelbrug ·
Sint Jansbrug ·
Sint Jeroensbrug ·
Sint Sebastiaansbrug ·
Stadsmolensluis ·
Tapijtkloppersbrug ·
Trekvaartbrug ·
Turfmarktsbrug ·
Tweede Waardbrug ·
Utrechtse Brug ·
Valkbrug ·
Van Disselbrug ·
Verversbrug ·
Vierde Waardbrug ·
Visbrug ·
Vlietbrug ·
Vreewijkbrug ·
Warmonderbrug ·
Weverbrug · 
Wijnbrug ·
Wisenniabrug ·
Wittepoortsbrug ·
Zijlpoortsbrug ·
Zuid-Kijfbrug ·
Zuidsingelbrug
Overige bruggen:

Groenhovenbrug ·
Haagbrug ·
Haagsche Schouwbrug ·
Hoflandbrug ·
Hooghkamerbrug ·
Jaagbrug ·
Jan van Goyenbrug ·
Julius Caesarbrug ·
Kanaalbrug · 
Lammebrug ·
Oud-Hortuszichtbrug ·
Trekvlietbrug ·
Schrijversbrug ·
Spanjaardsbrug ·
Spoorbrug RSK ·
Spoorbrug De Vink ·
Staatsspoorbrug ·
Stevensbrug ·
Stevenshofbrug ·
Sumatrabrug ·
Waddingerbrug ·
Wilhelminabrug ·
Wouterenbrug ·
Zijlbrug